# ميدان ألبرت (مانشستر)

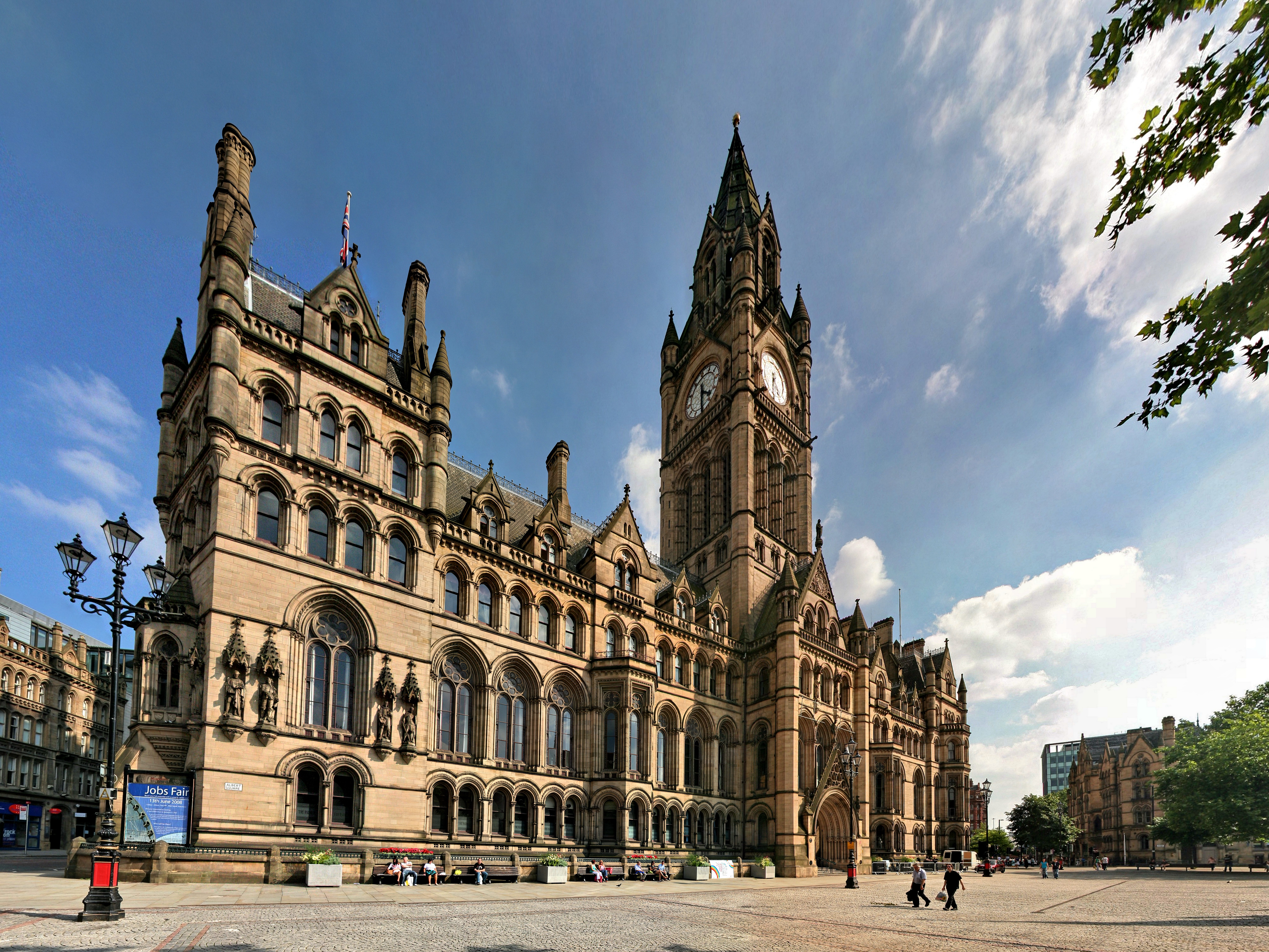
مبنى مدينة مانشستر يقع في ميدان ألبرت

ميدان ألبرت (بالإنجليزية: Albert Square)‏ هو ميدان عام في وسط مدينة مانشستر في  إنجلترا.
يتميز بمبانيه الضخمة مثل مبنى قاعة مدينة مانشستر ومبنى ألفريد ووترهاوس ذي الطراز الغوطي الفكتوري. وتحيط به مباني أصغر أخرى من ذات الحقبة التاريخية.
ويضم الميدان عدداً من النصب والتماثيل أكبرها هو نصب ألبرت وهو مكرس للأمير ألبرت زوج الملكة فكتوريا. وسمي الميدان باسم الأمير وأنشأ لإعطاء مساحة لنصب الأمير بين عامي 1863 و1867.
أما قاعة المدينة فقد بدأ العمل بها في 1868 واكتملت في 1877.